# Campeonato de Francia de Rugby 15 1937-38
El Campeonato de Francia de Rugby 15 1937-38 fue la 42.ª edición del Campeonato francés de rugby, la principal competencia del rugby galo.
El campeón del torneo fue el equipo de Perpignan quienes obtuvieron su cuarto campeonato.

## Desarrollo

### Primera Fase
| marzo de 1938 | CS Vienne | 6 - 3 | Stade Dijonnais |  |  |

| marzo de 1938 | RC Chalon | 6 - 3 | Boucau Stade |  |  |

| marzo de 1938 | Stade Bordelais | 5 - 3 | Grenoble |  |  |

| marzo de 1938 | Toulouse | 6 - 0 | AS Soustons |  |  |

| marzo de 1938 | Bayonne | 19 - 3 | Aurillac |  |  |

| marzo de 1938 | US Metro | 13 - 3 | Lons-le-Saunier |  |  |

| marzo de 1938 | AS Bayonne | 8 - 5 | Agen |  |  |

| marzo de 1938 | Stade Pézenas | 3 - 0 | Toulon |  |  |

### Octavos de final
| abril de 1938 | CS Vienne | 0 - 3 | Perpignan |  |  |

| abril de 1938 | Lyon OU | 8 - 3 | RC Chalon |  |  |

| abril de 1938 | Stade Bordelais | 11 - 6 | Narbonne |  |  |

| abril de 1938 | Pau | 13 - 0 | Toulouse |  |  |

| abril de 1938 | Biarritz | 11 - 3 | Stade Pézenas |  |  |

| abril de 1938 | Carcassonne | 3 - 0 | Bayonne |  |  |

| abril de 1938 | Montferrand | 3 - 0 | US Metro |  |  |

| abril de 1938 | Racing Club | 8 - 0 | AS Bayonne |  |  |

### Cuartos de final
| abril de 1938 | Perpignan | 19 - 3 | Lyon OU |  |  |

| abril de 1938 | Stade Bordelais | 3 - 0 | Pau |  |  |

| abril de 1938 | Biarritz | 9 - 8 | Carcassonne |  |  |

| abril de 1938 | Montferrand | 16 - 3 | Racing Club |  |  |

### Semifinal
| abril de 1938 | Perpignan | 8 - 3 | Stade Bordelais |  |  |

| abril de 1938 | Biarritz | 3 - 0 | Montferrand |  |  |

### Final
| 8 de mayo de 1938 | Perpignan | 11 - 6  | Biarritz | Stade des Ponts Jumeaux, Toulouse |  |
|                   |           | Reporte |          |                                   |  |

| Bandera de Francia |
| Campeón Perpignan  |
| Cuarto título      |